# Herálec (okres Žďár nad Sázavou)
Herálec (Duits: Heraletz) is een Tsjechische gemeente in de regio Vysočina, en maakt deel uit van het district Žďár nad Sázavou.
Herálec telt 1239 inwoners.